# Solid Försäkringar
Solid Försäkring är ett sakförsäkringsbolag som varit verksamt sedan 1993. Solid har sitt huvudkontor i Helsingborg med 80 anställda. Solid står under Finansinspektionens tillsyn och har beviljad koncession för en rad försäkringstyper. Solid ingår i koncernen Resurs Holding. År 2008 omsatte Solid 1 miljard svenska kronor och hade närmare 3 miljoner kunder.
Solid Försäkringar är marknadsledande på försäkringslösningar för detaljhandelns kapitalvaror. Solid har ett nära samarbete med närmare 5500 ombud inom detaljhandeln över hela Sverige, men bedriver även verksamhet i övriga Norden och på utvalda marknader i Europa.
Företaget noterades på Stockholmsbörsen den 1 december 2021 efter att Resurs Holding delat ut samtliga aktier i Solid Försäkring till Resurs aktieägare.